# Константинос Акратопулос
Константинос Акратопулос (грч. Κωνσταντίνος Ακρατόπουλος) био је грчки тенисер, учесник на првим Олимпијским играма 1896 у Атини.
Акратопулос је учествовао на олимпијском тениском турниру у појединачној конкуренцији. У првом колу био је слободан. У другом колу је изгубио од свог земљака Грка Дионисиососа Касдаглиса. У коначном пласману поделио је пласман од петог до седмог места.
Учествовао је у пару са својим братом Аристидисом и на турниру мушких парова. У првом колу играли су са немачко—британским паром Траун—Боланд, каснијим победницима турнира и изгубили. Поделили су четврто и пето место у коначном пласману.